# Животовський Ісаак Абрамович
Ісаак Абрамович Животовський (1 жовтня 1915 — 22 грудня 2003, Санкт-Петербург, РФ) — радянський кінорежисер, кіноактор.
Працював на Київській кінофабриці «Українфільм».
Знімався на Першій кінофабриці Всеукраїнського фотокіноуправління (Одеська кіностудія).
Пережив блокаду Ленінграда.
Помер 22 грудня 2003 року, похований на Преображенському єврейському кладовищі (нині цвинтар Пам'яті жертв дев'ятого січня) в Санкт-Петербурзі.

## Фільмографія
Режисер
- 1933 — Шлях вільний (Рейд / Любов партизана)

Актор
- 1928 — Земля кличе (Крик у степу / Дочка раввіна — парикмахер), Перша кінофабрика ВУФКУ — фільм не зберігся[1].